# Ambachew Mekonnen
Ambachew Mekonnen (tiếng Amhara: አምባቸው ኮንን; 1971 – 22 tháng 6 năm 2019) là một chính trị gia người Ethiopia, từng là chủ tịch của Vùng Amhara của Ethiopia từ tháng 3 đến tháng 6 năm 2019, khi ông bị ám sát.

## Tuổi thơ và giáo dục ban đầu
Ambachew Mekonnen sinh ra ở Gayint, South Gondar, trong một gia đình nông dân.. Giáo dục trung học của ông đã bị gián đoạn do Nội chiến ở Ethiopia khi trường học của ông bị đóng cửa, và ông tham gia Phong trào Dân chủ Nhân dân (EPDM, sau này là ANDM) với tư cách là một du kích năm 1990. Ông đã hoàn thành việc học trung học của mình thông qua giáo dục từ xa và được bổ nhiệm làm quản trị viên ở Abichuna Gne'a và Sheno ở North Shewa.
Ông tiếp tục nhận bằng cử nhân kinh tế tại Đại học Dịch vụ dân sự Ethiopia, MPP từ Viện Phát triển Hàn Quốc, và bằng thạc sĩ về tiến sĩ tài chính và phát triển kinh tế quốc tế của Đại học Kent, viết luận án về "Tăng trưởng kinh tế, thương mại và đầu tư ở châu Phi cận Sahara: nexus và các yếu tố quyết định.
Trước khi được bổ nhiệm làm chủ tịch của Vùng Amhara, ông đã phục vụ trong nhiều vai trò khác nhau, bao gồm Bộ Phát triển Nhà và Đô thị, Ethiopia. Ông cũng từng là cố vấn cơ sở hạ tầng trong văn phòng của Thủ tướng trước khi được chọn làm Chủ tịch khu vực vào ngày 6 tháng 3 năm 2019, thay thế Gedu Andargachew.